# Hrabstwo Collingsworth

Piramida wieku hrabstwa

Hrabstwo Collingsworth – hrabstwo w Stanach Zjednoczonych, w północnej części stanu Teksas, przy granicy z Oklahomą. Siedzibą władz hrabstwa jest miasteczko Wellington, w którym mieszka większość mieszkańców hrabstwa.
Hrabstwo utworzono w 1876 roku z terytorium należącym wówczas do hrabstwa Wegefarth, jednak ostateczny kształt uzyskało w dopiero 1890 r. Nazwa hrabstwa pochodzi od nazwiska Jamesa Collingsworth, prawnika, polityka, sygnatariusza teksańskiej Deklaracji Niepodległości.
Collingsworth należy do nielicznych hrabstw w Stanach Zjednoczonych należących do tzw. dry county, czyli hrabstw gdzie decyzją lokalnych władz obowiązuje całkowita prohibicja.

## Sąsiednie hrabstwa
- Hrabstwo Wheeler (północ)
- Hrabstwo Beckham, Oklahoma (północny wschód)
- Hrabstwo Harmon, Oklahoma (południowy wschód)
- Hrabstwo Childress (południe)
- Hrabstwo Hall (południowy zachód)
- Hrabstwo Donley (zachód)
- Hrabstwo Gray (północny zachód)

## Gospodarka
Gospodarka hrabstwa oparta jest na produkcji rolniczej. Dominuje uprawa bawełny, ale także produkcja siana, uprawa orzeszków ziemnych, pszenicy i żyta, oraz niewielka hodowla bydła. 73% areału gospodarstw stanowią pastwiska i 25% to obszary uprawne.

## Demografia
W latach 2000–2020 populacja hrabstwa Collingsworth skurczyła się o 17,3%. Według danych pięcioletnich z 2023 roku, mieszkańcy deklarują głównie pochodzenie meksykańskie (27%), irlandzkie (11,7%), niemieckie (11,6%), angielskie (10,3%) i afroamerykańskie (7,9%). 

### Miasta
- Dodson
- Wellington

### CDP
- Quail
- Samnorwood

## Główne drogi
Przez teren hrabstwa przebiega jedna droga krajowa i jedna stanowa:
- U.S. Route 83
- Droga stanowa nr 203